# 喬惟忠
喬惟忠（1192年—1246年7月11日），字孝先，金朝末期、蒙古帝国初期将领。
喬惟忠出生于明昌三年，是涿州定興人，与张柔是同乡。祖父喬恩、父喬順世代务农，以義侠見称。金朝大安年間（1209年-1211年）见同乡良家子立战功，于是遊历燕趙之間，迎击攻打金朝的蒙古軍。
貞祐年间，蒙古軍南侵，金朝朝廷南遷，河北各地荒废，張柔在太行山一带自立。喬惟忠率一族、乡里投靠張柔属下，另率一軍保西山之东流埚。当初，張柔归顺立志夺回河北的金朝将軍苗道潤，喬惟忠被任命为定遠大将軍、恒州刺史。后来，苗道潤被同僚賈瑀殺害，苗道潤属下军队分裂，張柔与賈瑀对立，1218年（戊寅）八月归降蒙古軍。
守卫流堝的喬惟忠没有马上投降蒙古軍，他和蒙古軍作战数十合，力尽归降。張柔以喬惟忠忠義，任用他作为心腹。奉南宋为正統的彭义斌平定東平一带，率领数千軍進入真定之南，喬惟忠僅率数百騎，将其击败。
1215年（乙亥），武仙在真定反蒙，張柔率领诸将討伐武仙。喬惟忠攝帥府事，武仙弃真定，聚保狼山塞，喬惟忠对诸将说：「武仙想要回到巢穴，我们阻挡，他对我军必致死相拼。不如开其归路，得归而无斗志。于是采纳他的策略，張柔大破武仙，获得成功。
喬惟忠跟随蒙古軍進入山東，攻彰德，駐軍滕州之牙山。喬惟忠軍营，時紅襖軍夜襲，喬惟忠亲自持矛，将敵軍击退。攻打占据益都的李全時，南宋軍援兵数万至城下，他将其击退。大帥会諸将，特称喬惟忠的勇敢而褒異。
張柔在满城开元帅府，在满城开元帅府，喬惟忠为元帅都监，改任左副元帥。遠征軍归還後，兼行两安州帥府事，移軍唐县。
蒙古第二代大汗窝阔台即位後，1231年（辛卯），第二次大举攻打金朝。喬惟忠参加三峰山之战大破金軍後，又参加開封包围战。金哀宗北逃，喬惟忠在衛州击败金朝丞相完颜白撒，追奔哀宗至黄龙冈。北上之道断绝，哀宗南下入蔡州，蒙古、南宋联軍包围蔡州，金哀宗自杀，金朝灭亡。
1234年（甲午），論功行賞。張柔奏称：「臣副将喬惟忠出入百战，战功第一，乞加恩泽寵擢。」喬惟忠于是被授寶書、金符，担任行軍千户。与賈輔同時期授任行軍千户。之后，他和張柔参与攻打南宋棗陽、光州、黄州等地，有功。
1242年（壬寅）秋，喬惟忠患病，1246年（丙午、元定宗元年）五月二十七日，去世，时年五十有五岁。喬惟忠美须髯，沉勇善战，举止詳雅。
喬惟忠之妻毛氏是广威将軍、潞州录事毛伯朋之女，張柔妻子的姐姐。毛伯朋所居北京大定府于1215年二月被蒙古軍攻克，移住河北，喬惟忠、張柔娶其二女。張柔一女嫁给喬惟忠的儿子。
喬惟忠五子：喬珪，襲任千户，喬琚，官至順天路人匠总管、䧺州新城等处長官；喬琇，以上三子为毛氏所生；喬璋、喬琳。女儿五人長女嫁给千户賈某，早卒。次女再嫁，也是毛氏所生。三女嫁给聶氏。《神道碑銘》作成時，孫子三人、孫女一人尚幼，两个小女儿也没有出嫁。